# BDSM
BDSM (ang. Bondage, Discipline/Dominance, Sadism/Submission, Masochism – "krępowanie", "dyscyplinowanie"/"dominacja", "sadyzm"/"uległość", "masochizm") – zbiór praktyk erotycznych skupionych wokół odczuwania bólu, relacji uległości i dominacji oraz różnego rodzaju fetyszy.

## Podstawy

### Zasady postępowania
BDSM to termin zbiorczy łączący określone rodzaje zachowań i doświadczeń seksualnych. Pod tym pojęciem mieszczą się różne subkultury, które często posługują się odmiennymi terminami i mają własny slang. Wszystkie odmiany BDSM mają wspólną cechę – uczestnicy dobrowolnie rezygnują z równości w relacji, wchodząc w zmienioną strukturę władzy. Partner uległy oddaje w określonym stopniu swoją autonomię i przekazuje ją partnerowi dominującemu na zasadzie power exchange (ang. wymiana władzy). Mimo że niektóre działania przyjmują formę przymusu, BDSM nie jest formą molestowania seksualnego ani gwałtu, ze względu na wzajemną zgodę obu partnerów, nazywaną konsensualnością.
Symboliczna umowa zawierana między partnerami nazywana jest kontraktem. W Polsce taki dokument nie ma mocy prawnej, ale może stanowić dookreślenie warunków funkcjonowania w relacji BDSM. Takie umowy są zawierane zazwyczaj między osobami nie pozostającymi w relacji poza BDSM oraz między osobami wykonującymi komercyjne usługi a ich klientami.

### Powszechnie występujące modele ról

#### Top i Bottom
W terminologii BDSM osoba mająca kontrolę nad drugim partnerem jest określany jako „top” (ang. górny), „master” (ang. mistrz) lub „dom” (skrót od dominator). Rolą tej osoby jest kontrola nad partnerem nazywanym „bottom” (ang. dolny), „slave” (ang. niewolnik) lub „sub” (od ang. submissive – uległy). Zazwyczaj rola topa pociąga za sobą powodowanie bólu, degradację lub zniewolenie drugiego z partnerów. Mimo odgrywanej kontroli i niewoli osoby uległej wszystkie działania podejmowane są po uprzednim uzgodnieniu. Osoby uległe w czasie przygotowania do sesji ustalają warunki sesji, słowo bezpieczeństwa i dają instrukcje tego jak sesja ma wyglądać, zwracając również uwagę na ograniczenia zdrowotne.
W środowisku BDSM istnieje honoryfikacja, czyli element wewnętrznej etykiety polegający na zwracaniu się przez osoby uległe do osób dominujących preferowanymi przez nie tytułami (np. Pan, Pani, Madam, Lady itp.).

#### Switch
Niektórzy zwolennicy BDSM są określani terminem „switch” (ang. zmieniać, przełączać), co oznacza, że przyjmują zarówno rolę dominującą, jak i uległą. Mogą to robić w ramach jednej interakcji lub przyjmować różne role w różnych sesjach – zarówno z tym samym, jak i z różnymi partnerami.

### Sesja
Działania BDSM odbywają się zazwyczaj w określonym przedziale czasowym w formie sesji. Wiele praktyk stosowanych w BDSM, takich jak zadawanie bólu, upokorzenie czy podważanie autonomii, bez kontekstu specyficznych preferencji seksualnych byłoby odbieranych jako nieprzyjemne. W trakcie sesji może dochodzić do stosunku płciowego, w tym seksu oralnego, waginalnego lub analnego, jednak nie jest on elementem niezbędnym.

### Stara i nowa szkoła BDSM
Według tzw. starej szkoły BDSM powinny istnieć określone hierarchie, reguły i protokoły dotyczące takich spraw, jak wdrażanie osób w poszczególne role czy zasady komunikowania się z osobą uległą. Przedstawiciele starej szkoły sprzeciwiają się np. włączaniu do BDSM relacji typu CGL. Zwolennika starej szkoły BDSM nazywa się Niemcem/Niemką lub old guard (ang. "stary strażnik").
Uczestnicy sceny w ramach nowej szkoły mają bardziej swobodne podejście do starych reguł, które są odświeżane i reinterpretowane. Niektóre kwestie, które według starej szkoły są istotne (np. collaring czy fluid bonding), tracą na znaczeniu. Przedstawiciele starej szkoły nazywają przedstawicieli nowej szkoły TNG (od ang. the next generation – "następne pokolenie").

## Bezpieczeństwo

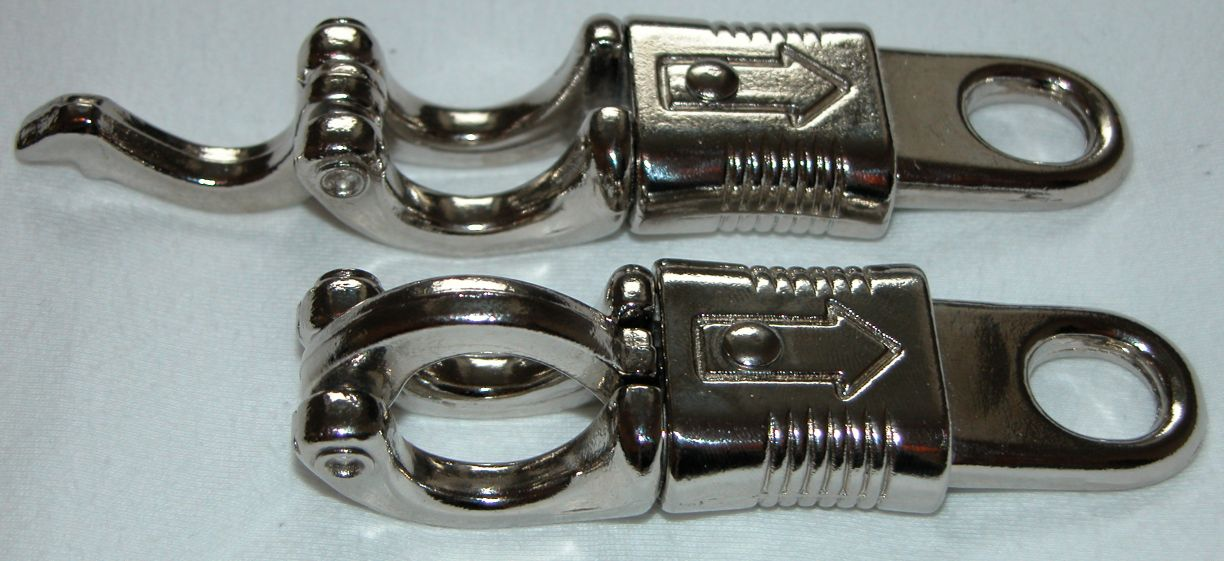
Haczyki bezpieczeństwa, których zastosowanie umożliwia szybkie wyswobodzenie z lin lub łańcuchów podczas sesji bondage.

Oprócz ogólnych zasad dotyczących bezpiecznego seksu, w sesjach BDSM często wymagany jest znacznie szerszy wachlarz środków ostrożności. Jedną z zasad, którymi kierują się członkowie społeczności BDSM jest HOA (ang. health and safety – "zdrowie i bezpieczeństwo"); mówi ona o poszanowaniu wzajemnych granic oraz bezpieczeństwie i zdrowiu osób biorących udział w sesjach. Aby zapewnić konsensus co do czynności związanych z BDSM, partnerzy często prowadzą negocjacje – dotyczy to szczególnie osób, którzy nie znają się zbyt dobrze. Tego rodzaju dyskusje są dość powszechne, ale raczej nieformalne. Przedmiotem negocjacji jest spełnienie oczekiwań każdej ze stron i ustalenie wzajemnych granic.
Z uwagi na duży poziom fizycznej kontroli, sesje BDSM powinny odbywać się jedynie przy posiadaniu odpowiedniej wiedzy psychologicznej, fizycznej i anatomicznej.
Od lat osiemdziesiątych podstawowe zasady zostały zebrane pod hasłem „bezpieczny, za zgodą i przy zdrowych zmysłach”, w skrócie SSC (ang. safe, sane, consensual), co oznacza, że wszystko jest oparte na bezpiecznych zasadach i zachowaniu zgody wszystkich zaangażowanych stron. Niektórzy praktykujący stosują kodeks postępowania zwany RACK (ang. risk-aware consensual kink). Opisuje on pogląd filozoficzny polegający na tym, że zasadniczo dopuszcza się pewne ryzykowne zachowania seksualne, o ile wszyscy uczestnicy są w pełni świadomi ryzyka. W jego założeniach każdy uczestnik BDSM jest odpowiedzialny za swoje dobre samopoczucie. Według RACK jest to najważniejszy czynnik. Promuje on wiedzę na temat ryzyka związanego z różnymi praktykami oraz świadomą zgodę. Ci którzy preferują RACK motywują to tym, że żadne praktyki BDSM nie są do końca bezpieczne, wszystkie wiążą się z mniejszym lub większym ryzykiem, lub też tym, że zasada „przy zdrowych zmysłach” wiąże się z ableizmem, ponieważ wyklucza osoby chore psychicznie.

### Słowo i gest bezpieczeństwa
Partnerzy ustalają słowo bezpieczeństwa (ang. safeword, SW) używane w celu zasygnalizowania prośby o zaprzestanie lub złagodzenie działań lub w przypadku braku możliwości wypowiedzenia słowa (np. ze względu na zakneblowanie): bezpieczny gest (ang. save move, safe gesture). Jest to istotne, ponieważ podczas sesji BDSM istnieje ryzyko fizycznego i psychicznego uszczerbku na zdrowiu.
Przykładem dość powszechnie stosowanym są kolory: zielony oznacza możliwość kontynuowania, żółty mówi o zbliżaniu się do tzw. soft limitu (ang. "miękka granica") – granicy dyskomfortu, której przekroczenie osoba uległa dopuszcza, jednocześnie prosząc o zmniejszenie bodźców oraz czerwony, który oznacza hard limit (ang. "twarda granica"), czyli natychmiastowe zaprzestanie wszelkich działań.

## Praktyki

### Bondage i dyscyplinowanie

#### Bondage

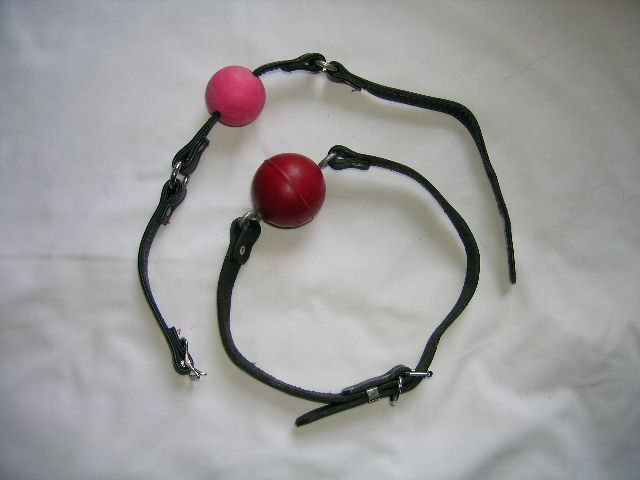
Knebel do celów erotycznych

Angielski termin bondage odnosi się do praktyk krępowania ciała w celu wywołania podniecenia i zwiększenia przyjemności seksualnej. Bondage odgrywa mniejszą lub większą rolę we wszystkich aspektach BDSM, ale może być również praktykowane niezależnie. Choć seksualność i erotyka są ważnymi elementami bondage, często nie stanowią jego jedynego celu. Istotne są również inne aspekty, takie jak estetyka, medytacja czy introspektywny wgląd w emocje, zwłaszcza w przypadku shibari.

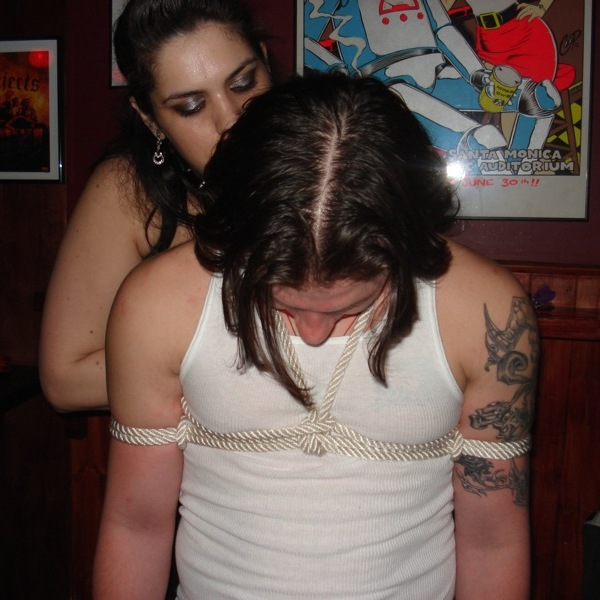
Domina wiążąca mężczyznę

Osoba, która lubi być wiązana jest nazywana w środowisku BDSM króliczkiem (ang. rope bunny) – pojęcia te częściej są używane w stosunku do kobiet; w stosunku do mężczyzn używa się raczej pojęcia rope bottom. Osoba, która zajmuje się wiązaniem nazywana jest riggerem lub rope topem.

#### Dyscyplinowanie
W kontekście BDSM dyscyplina oznacza podporządkowanie osoby uległej określonym zasadom i rytuałom, niekoniecznie seksualnym (np. sub może ponieść karę za spóźnienie). Ma to na celu podporządkować ją psychicznie. Jest to element większości relacji BDSM.

W ramach dyscypliny istnieje także termin funishment (powstały z połączenia angielskich słów fun – "zabawny" oraz punishment – "kara"), który oznacza karę będącą zabawną i nieszkodliwą dla obu stron (np. chodzenie w ubraniach założonych na lewą stronę).

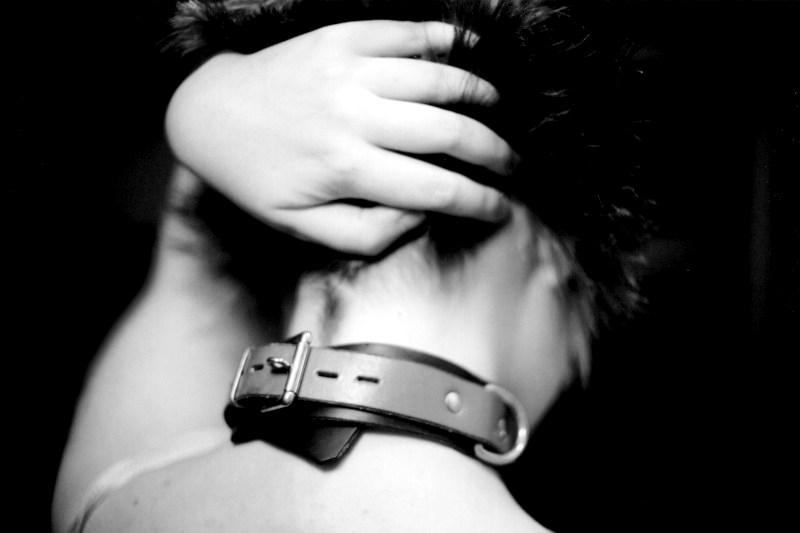
Obroża – symboliczne akcesorium w BDSM służące do collaringu

### Dominacja i uległość
W ramach dominacji i uległości między stroną dominującą i uległą istnieją m.in. takie zjawiska, jak:
- 24/7 – układ funkcjonujący nieprzerwanie,  całodobowo[42]
- aftercare(inne języki) – praktyki będące sposobem na wyciszenie po sesji[43]
- age play(inne języki) – praktyki akcentujące prawdziwą lub udawaną (roleplay) różnicę wieku między uczestnikami[43]
- animalizacja (pet play) – przyjęcie przez osobę uległą (nazwaną non-human animal/pet, ang. "zwierzę nie będące człowiekiem") roli zwierzęcia, na czas sesji pozbawiając ją możliwości werbalnej komunikacji z "opiekunem"[14][44]; w ramach pet play istnieje pup play, w którym nie dochodzi do całkowitej animalizacji, ale włącza się do dynamiki między partnerami elementy kojarzone ze szczenięctwem (w takim wypadku osoba uległa to human pup lub dogplayer) oraz kittenplay, analogicznie dotyczący kociąt[5][9]
- bootblack – pielęgnacja obuwia osoby dominującej za pomocą języka i śliny lub prawdziwych artykułów szewskich[45]
- chastity – częściowy lub zupełny zakaz podejmowania kontaktów seksualnych i masturbacji przez osobę uległą; w ramach tej praktyki czasami stosuje się tzw. pasy cnoty[46]
- CNC (consencual non-consent, ang. "dobrowolna niezgoda" lub "zgoda na brak zgody") – zasada, według której przed sesją ustala się "nowe przekroczenia" jakie będą miały miejsce, aby uniknąć potencjalnych szkód somatycznych i psychicznych osoby uległej[47]
- collaring – umowne przyjęcie osoby uległej poprzez założenie jej obroży (ang. collar); w tzw. nowej szkole traci na znaczeniu[47]
- cuckold – typ relacji, w której mężczyzna czerpie przyjemność seksualną ze świadomości, że jego partnerka uprawia seks z innymi mężczyznami; także uległego mężczyzny w takiej relacji[43]
  - cuckoldress – kobieta, która w ramach relacji cuckold spotyka się z innymi mężczyznami. Jeśli jest żoną cuckolda, nazywa się ją hotwife[43] (pot. hotka)
  - cucquean(inne języki) – żeński odpowiednik cuckolda, uległa kobieta dla której źródłem podniecenia seksualnego jest świadomość, że jej partner współżyje z innymi kobietami[43]
  - byk – kochanek kobiety, która jest cuckoldress[43]
  - DADT (don't ask, don't tell; ang. nie pytaj, nie mów) – rodzaj zasady w niektórych relacjach niemonogamicznych, polegającej na niepytaniu o szczegóły relacji z ich innymi partnerami seksualnymi[43]
- czarne prześcieradła – grupowe praktyki BDSM[43]
- DDLB/DDLG (daddy dom, little boy/girl; ang. "dominujący tatuś, mały chłopiec/dziewczynka") – układ, w którym mężczyzna dominujący pełni rolę stanowczą i konsekwentną, a osoba uległa jest infantylizowany[9][48]
- MDLB/MMLG (mommy dom, little boy/girl; ang – 'dominująca mamusia, mały chłopiec/dziewczynka') – układ, w którym kobieta dominuje, a osoba uległa jest infantylizowana[43]
- findom(inne języki) – układ dominacji finansowej, w której osoba uległa utrzymuje dominującą lub stale sprawia jej prezenty; w przypadku, gdy findom istnieje w stałych relacjach, osoba uległa pozostawia dla siebie tylko część zarabianych przez siebie pieniędzy (tzw. kieszonkowe)[15]
- free-use – zasada, według której osoba dominująca może odbywać z osobą uległą kontakt seksualny w dowolnej formie oraz czasie[15]
- gore – określenie najbardziej ekstremalnych praktyk BDSM, takich jak intensywna penetracja maszyną powodująca omdlenia, wykorzystywanie wymiocin (emetofilia(inne języki)) i kału (koprofilia, w tym koprofagia), odgrywane napady i gwałty (w tym grupowe), przypalanie, podpalanie i nacinanie skóry, korzystanie z jamy ustnej jako popielniczki itp.[43]
- guische – przeprowadzenie igły przez fałd skórny między odbytem, a moszną[43]
- hafada – przekłuwanie moszny igłami[43]
- slavedom(inne języki) lub M/s (Master/Mistress and slave; ang 'Master/mistress i niewolnik') – układ, w którym osoba uległa przyjmuje rolę niewolnika (jest na "służbie")[13][49]; dominujący mężczyzna w takim układzie to master, a dominująca kobieta to mistress[43]. W ramach slavedomu istnieją tzw. aukcje, w których osoby dominujące mogą wymienić się swoimi niewolnikami tymczasowo lub stale[44]
  - Gorean – rodzaj slavedomu, praktykowany w estetyce inspirowanej krainą Gor(inne języki) z książek Johna Normana(inne języki)[43].

#### Dominacja
Dominacja to aspekt BDSM, który obejmuje zachowania związane z kontrolą nad partnerem/partnerką. Do tych zachowań należą aktywności fizyczne, seksualne, quasiseksualne i psychiczne. Uczestnicy umawiają się między sobą, jakie są formy i granice władzy osoby dominującej nad osobą uległą, jednak to osoba dominująca porusza się w zakresie czynności ustalonych przez tę uległą. Stan emocjonalny, w którym osoba dominująca jest gotowa do podejmowania czynności BDSM, nazywa się domspace.

#### Uległość
Uległość oznacza poddanie się władzy osobie dominującej. Do zachowań uległych również należą aktywności fizyczne, seksualne, quasiseksualne i psychiczne. W dynamice D/s (dom-sub) w tego typu relacji ustanawia osoba uległa, ze względu na to, że bez dobrowolnej zgody osoby uległej zachowania te byłyby wyrazem przemocy.
Osoba uległa, która czerpie przyjemność z prowokowania osoby dominującej do ukarania jej (np. poprzez odmowę wykonania wydanych poleceń) to brat (ang. bachor, smarkacz). Pojęcie to należy rozróżnić od zjawiska DFtB (dominating from the bottom, ang. "dominacja z dołu"), w którym osoba uległa próbuje dominować osobę dominującą, które jest zjawiskiem niepożądanym, ponieważ narusza dynamikę między partnerami.

### Sadomasochizm
Termin „sadomasochism” to połączenie „sadyzmu” i „masochizmu”. W obszarze sadomasochizmu stosuje się praktyki mające na celu odczuwanie lub zadawanie bólu.
Z fizycznego punktu widzenia sadomasochizm wiąże się z celowym zadawaniem bólu oraz innych intensywnych bodźców zmysłowych. Uwalniane w tym procesie endokannabinoidy są często porównywane przez entuzjastów BDSM do euforii biegacza lub efektów poorgazmowych.
W badaniu przeprowadzonym na grupie dziewięciu osób masochistycznych uczestnicy opisali m.in. związek między bólem fizycznym a euforią oraz chęć powtarzania tych doświadczeń. Autorzy badania dostrzegli w tym zachowaniu cechy uzależnienia i porównali je do nałogu narkotykowego oraz uzależnienia od hazardu.

### Aspekty fizyczne
Głównymi fizycznymi aspektami BDSM jest celowe zadawanie bólu, cierpienia oraz innych mocnych wrażeń. W wielu przypadkach motywacją do uprawiania BDSM jest algolagnia. Badania profesora Edmunda Burkego wykazały, że pewne reakcje na bodźce seksualne i bólowe były zbieżne. Niektóre osoby uprawiają BDSM jedynie po to, by zaspokoić potrzeby swoje lub swojego partnera. Podczas niektórych sesji używa się także narzędzi, takich jak kajdanki, wosk czy wstrząsy elektryczne. Ich stosowanie zależy wyłącznie od chęci i inwencji partnerów. Niektórzy praktykujący biorą udział w sesjach, nie czerpiąc z tego żadnych korzyści.

## Rodzaje relacji

### Relacje partnerskie
Badanie oparte na analizie 17 heteroseksualnych par z 2003 roku, pierwsze, które przyjrzało się tego typu relacjom, w pełni wykazało, że wśród praktykujących BDSM istnieją „wysokiej jakości, długoterminowe, funkcjonujące związki”, w których zarówno kobieta, jak i mężczyzna mogą przyjmować rolę dominującą lub uległą. Uczestnicy badania określali swoją rolę w BDSM jako integralną część swojej tożsamości, ale jednocześnie postrzegali eksplorację swoich zainteresowań jako ciągły proces i wykazywali elastyczność oraz zdolność adaptacji, aby dopasować swoje potrzeby do partnera. Dopasowanie, w którym obie osoby w związku miałyby identyczne preferencje i pragnienia, było rzadkością, a większość relacji wymagała od partnerów zarówno przyjmowania, jak i rezygnowania z niektórych swoich pragnień. Znaczenie praktyk BDSM dla badanych par różniło się – niektóre miały wymiar czysto seksualny, inne natomiast pełniły funkcję „budowania więzi w związku, redukcji stresu oraz duchowych poszukiwań”. Najczęściej zgłaszanym problemem był brak wystarczającej ilości czasu na pozostawanie w roli, dlatego większość par przyjęła styl życia, w którym obie strony utrzymują swoje role dominujące lub uległe przez cały dzień. Relację, w której nie istnieje moment rozpoczęcia i zakończenia praktyk BDSM, ponieważ stanowią one integralną część życia codziennego partnerów, Ciurkowska nazywa relacją partnerską stałą. Jeśli do związku wdrożone są tylko pojedyncze elementy BDSM w ramach pewnego rodzaju urozmaicenia relację taką nazywa relacją partnerską (nie)regularną. Mogą to być wyłącznie pojedyncze praktyki lub wprowadzenie do swojego życia zasady wymiany władzy. Osobę, w której pozostaje się w dłuższych relacjach romantycznych zawierających elementy BDSM nazywa się SO (od ang. significant other – dosłownie "partner", "druga połówka").
Wśród badanych to zazwyczaj osoby uległe chciały grać ostrzej i mocniej wpisywać się w swoją rolę, gdy występowały różnice w poziomie zaangażowania. Autor badania spekulował, że osoby dominujące mogą rzadziej mieć ochotę na sesje BDSM z powodu większej odpowiedzialności spoczywającej na ich barkach – muszą one dbać o bezpieczeństwo i być gotowe na interwencję w razie niebezpieczeństwa oraz być świadome pragnień i granic osoby uległej. Cutler podkreślał, że udane długoterminowe relacje BDSM wymagały „wczesnego i szczegółowego ujawnienia” przez obie strony swoich zainteresowań w tej sferze.
Wiele osób będących w długoterminowych relacjach BDSM zdobyło swoje umiejętności w większych organizacjach i społecznościach BDSM. Respondenci często dyskutowali o poziomie kontroli, jaką posiadała osoba dominująca, ale nie pojawiały się rozmowy o tym, kto jest lepszy, mądrzejszy czy bardziej wartościowy w relacji. Partnerzy zazwyczaj byli zgodni co do tego, czy ich związek miał charakter ciągły, jednak w takich przypadkach osoba uległa nie była stale „zamknięta” w swojej roli – jej pozycja w relacji była zawsze obecna, nawet gdy osoba dominująca wykonywała codzienne czynności, takie jak prace domowe, a osoba uległa mogła tymczasowo przyjąć bardziej dominującą pozycję.
Badanie wymieniło trzy kluczowe aspekty, które sprzyjały udanym relacjom: wczesne ujawnienie zainteresowań i utrzymywanie przejrzystości, zaangażowanie w osobisty rozwój oraz wykorzystywanie ról dominujących/uległych jako narzędzia do podtrzymywania związku. W końcowych uwagach autor badania postawił hipotezę, że ze względu na poważny potencjał ryzyka w relacjach BDSM, pary praktykujące ten styl życia rozwijają wzmożoną komunikację, która może być nawet bardziej zaawansowana niż w tradycyjnych związkach.

Jako relację niepartnerską (nie)regularną należy rozumieć sporadyczną realizację potrzeb BDSM poza związkiem, w jakim dana osoba funkcjonuje na co dzień. Pod tym terminem mieszczą się także krótkie relacje, które istnieją wyłącznie w ramach realizacji praktyk BDSM, nie będąc związkiem. Relacje niepartnerskie stałe natomiast oznaczają trwałe znajomości oparte o BDSM. Jednym z modeli relacji niepartnerskich jest TPE (ang. total power exchange – "całkowita wymiana władzy"). W ramach takiej relacji osoba uległa podporządkowuje się zupełnie partnerowi osobie dominującej, zazwyczaj na ramach spisanego między nimi kontraktu.

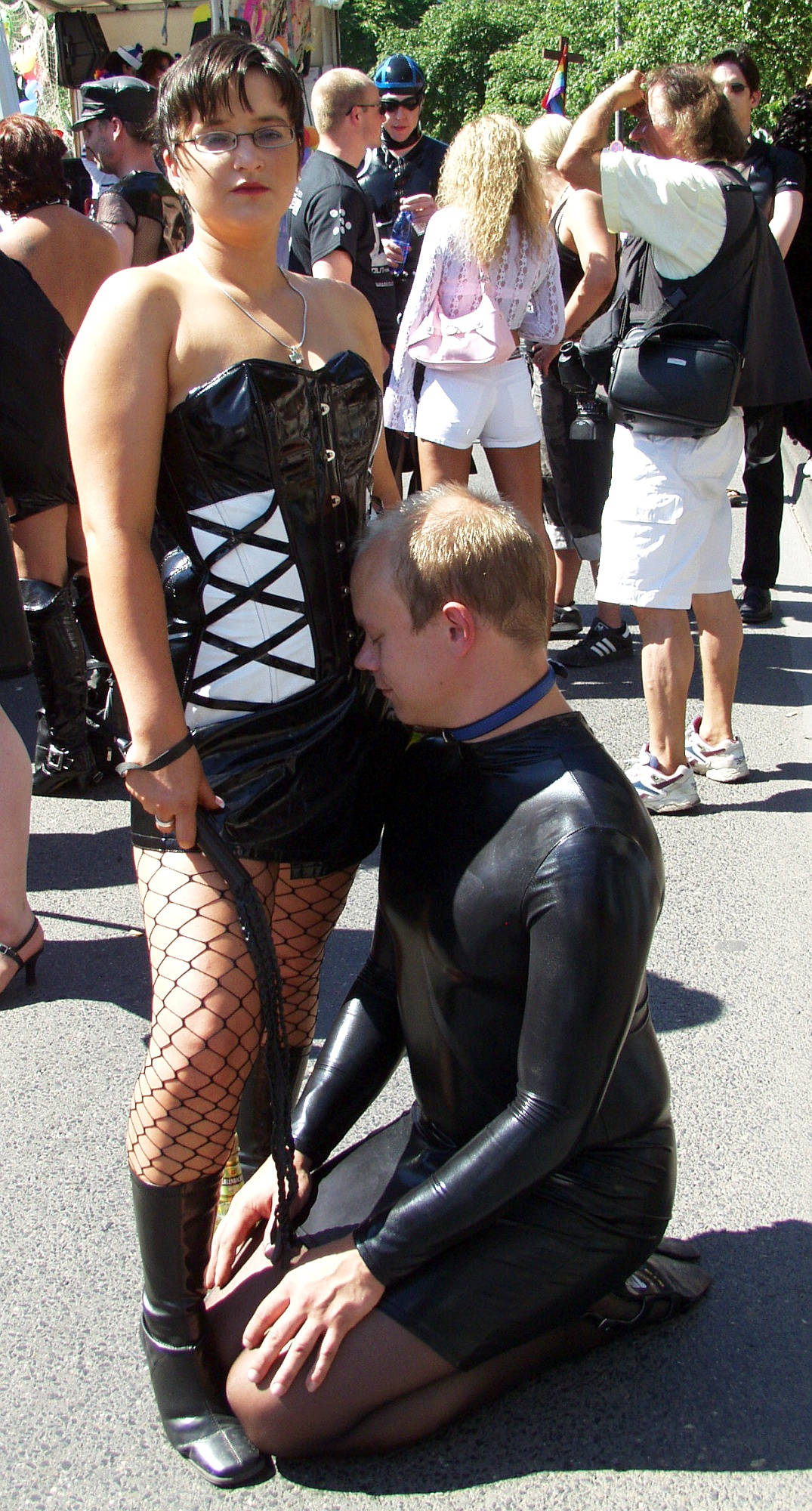
Domina z osobą uległą na Christopher Street Day w Kolonii

### Profesjonalne usługi
Profesjonalne usługi BDSM mają charakter niepartnerski, nie są także stałe.
Pracownicę seksualną, która za opłatą przyjmuje rolę osoby znęcającej się nad partnerem seksualnym nazywa się „panią”, „mistrzynią”, „dominą” (ang. dominatrix) lub „ProDomme” (gdzie domme jest sfeminizowaną w języku angielskim formą słowa dom). Jej działalność nazywa się „kobiecą dominacją” (ang. femdom). Analogicznie, mężczyzn zajmujących się zarabianiem w ten sposób nazywa się „panem”, „mistrzem" lub „ProDom”, a ich działalność: „męską dominacją” (ang. maledom). Opłata płacona dominatrix przez klienta to tzw. danina.
Do usług wykonywanych przez dominy należą m.in.: bondage i dyscyplinowanie, odgrywanie ról, biczowanie, wywoływanie kontrolowanej deprywacji sensorycznen lub przeciążenia sensorycznego, uprzedmiotawianie klienta i aktywowanie jego fetyszy. Innymi przykładami mogą być zastrzyki z soli fizjologicznej, skaryfikacja, piercing, asfiksja, lewatywy, tortury łaskotkami lub elektrostymulacja. Sesja niekoniecznie ma charakter seksualny – niektóre usługi mogą prowadzić do osiągania satysfakcji seksualnej, ale sesje równie dobrze mogą nie zawierać w sobie żadnego elementu seksualnego lub być odbierane jako seksualne jedynie dla osoby płacącej za usługę. Opłata za usługi dominatrix nazywana jest daniną.
Osoba, która za opłatą oferuje udział w aktywnościach BDSM w roli uległej to tolleboy lub tollegirl.
Australijscy naukowcy stwierdzili, że po zalegalizowaniu prostytucji w ich kraju zauważalnie wzrósł odsetek usług związanych z BDSM.

## Subkultura i społeczeństwo

Symbol BDSM

Flaga BDSM z widocznym triskelionem

### Symbole
Jednym z najczęściej używanych symboli społeczności BDSM jest triskelion. Jest to okrąg podzielony na trzy jednakowe elementy w kształcie łezki z ostrą krawędzią skierowaną w prawo. Jego użycie w kontekście BDSM wywodzi się z Pierścienia O z powieści Historia O. The BDSM Emblem Project rości sobie prawa autorskie do jednej konkretnej formy symbolu triskelionu, jednak inne jego warianty nie są objęte takimi roszczeniami. Trzy części odpowiadają zasadzie SSC, czyli bezpieczeństwu, rozsądkowi i zgodzie.
Flaga BDSM została zaprojektowana przez Tanosa, Mastera z Wielkiej Brytanii. Jej wygląd częściowo nawiązuje do flagi dumy subkultury skórzanej, a także zawiera zmodyfikowaną wersję triskeliionu. Flaga BDSM symbolizuje przekonanie, że osoby, których preferencje seksualne lub relacyjne obejmują praktyki BDSM, zasługują na takie same prawa człowieka jak wszyscy inni i nie powinny być dyskryminowane za angażowanie się w BDSM za wzajemną zgodą osób dorosłych. Flaga praw BDSM została zaprojektowana po to, by symbolizować ideę praw BDSM i jednocześnie nie podlegać ograniczeniom dotyczącym komercyjnego wykorzystania, które dotyczą innych symboli. Jest zaprojektowana w sposób umożliwiający jej łatwe rozpoznanie przez osoby zaznajomione z flagą dumy subkultury skórzanej lub triskelionem poprzez nawiązywanie do obu z nich. Jednocześnie flaga ta pozostaje charakterystyczna zarówno w pełnym kolorze, jak i w wersji czarno-białej lub w innych kombinacjach barw.

### Kobiety i masochizm
Psycholożka i antropolożka Emily Prior argumentuje, że choć kobiety w BDSM często odgrywają uległe role, środowisko to pozwala im, podobnie jak dominującym kobietom, na wyrażanie i doświadczanie własnej siły poprzez swoją seksualną tożsamość. W badaniu z 2013 roku większość kobiet środowiska BDSM identyfikowała się jako uległa, przy czym nie stało to w sprzeczności z ich feministycznymi przekonaniami. Przeciwnie, kobiety te postrzegały swoją tożsamość jako wzmacnianą przez wybraną rolę. Dla nich role te były zarówno seksualnie, jak i emocjonalnie satysfakcjonujące. Prior zauważyła, że trzecia fala feminizmu umożliwiła kobietom związanym z BDSM swobodne wyrażanie swojej seksualności bez konieczności rezygnowania z ideałów feminizmu – postrzegały się jako zintegrowane, zrównoważone i silne kobiety.

## Krytyka

### Krytyka feministyczna
W latach 70. w USA powstała radykalnie feministyczna, anty-pornograficzna grupa aktywistyczna Women Against Violence in Pornography and Media (Kobiety przeciw przemocy w pornografii i mediach), która stanowczo sprzeciwiała się BDSM, uznając je za zrytualizowaną przemoc wobec kobiet. Przeciwstawiała się jej organizacja Samois, walcząca o prawa lesbijek środowiska BDSM.
Zażarte spory między radykalnymi feministkami a przedstawicielkami tzw. feminizmu sekspozytywnego doprowadziły do tzw. feministycznych wojen o seks, które trwają do dziś.

### BDSM a faszyzm
Różni historycy, w tym William L. Shirer, dostrzegali związek między nazizmem a dewiacją seksualną; w książce Upadek Trzeciej Rzeszy opisuje on wydawcę Der Stürmer, Juliusa Streichera, jako notorycznego dewianta i zdeprawowanego sadystę, który stale nosił przy sobie bicz. Na drugim końcu spektrum sadomasochistycznego umieszcza Adolfa Hitlera, przypisując mu masochistyczną skłonność do bycia zdominowanym przez kobietę.
Szczególnie w feministycznej analizie BDSM dyskutowana jest relacja między sadomasochizmem a faszyzmem. Dyskusję tę zapoczątkował esej Fascinating Fascism Susan Sontag z 1975 roku, w którym autorka zajmuje się między innymi erotyką w twórczości Leni Riefenstahl. Sontag dostrzega naturalne powiązanie między BDSM a faszyzmem. Irene Reti argumentuje później, że techniki BDSM, takie jak kary, dyscyplinowanie i upokarzanie, zostały bezpośrednio zaadaptowane z praktyk nazistowskich.
Po II wojnie światowej w Izraelu ukazała się powieść Dom lalek, napisana przez ocalałego z Auschwitz Yehiela De-Nura, opisująca kobiece więźniarki obozowe zmuszane do świadczenia usług seksualnych. Sukces tej książki otworzył drogę do popularności Stalagim – gatunku nazi-exploitation, w którym podkreślano brutalność seksualną kobiecych strażniczek SS. W 1969 roku w USA powstał pierwszy film w tym stylu, Love Camp 7, a następnie takie produkcje jak Elza – Wilczyca z SS. Krytyczka Lynn Rapport określiła ten gatunek jako Holocaust Pornography i zwróciła uwagę, że w tych filmach zestawia się nazistowską ikonografię, ideologię polityczną i przemoc z seksualnością.
W filmie 120 dni Sodomy w reżyserii Piera Paolo Pasoliniego z 1975 roku, będącym ekranizacją powieści markiza de Sade, osadzenie akcji w fikcyjnym państwie faszystowskim bezpośrednio łączy tortury, gwałty i morderstwa z sadomasochistycznymi motywami. W samej społeczności BDSM takie skojarzenia są w dużej mierze odrzucane, jednak wciąż istnieją, zwłaszcza w kontekście fetyszyzmu mundurów, erotycznego odgrywania nazistowskich ról i pornografii, w której te fantazje są eksplorowane.

### Kontrowersje wewnątrz subkultury
W środowisku BDSM toczy się kilka dyskusji, dotyczących przede wszystkim terminologii, granic oraz ról społecznych. Jednym z głównych tematów jest pytanie, czy praktyki sadomasochistyczne można uznać za przemoc. Niektórzy członkowie społeczności BDSM uważają, że – podobnie jak w przypadku zabiegów medycznych, które mimo wyrażonej przez pacjenta zgody nadal stanowią pewien rodzaj naruszenia ciała – BDSM jest zawsze formą przemocy. Inni z kolei postrzegają te praktyki jak swego rodzaju inscenizację, w której przemoc nie jest realna.
Chociaż praktyki BDSM są w teorii pozbawione uprzedzeń w stosunku do alternatywnych sposobów ekspresji płci lub seksualności, w środowisku entuzjastów BDSM można natknąć się na stereotypy wynikające z heteronormatywności i stereotypowych ról płciowych; w szczególności dotyczą one uległych mężczyzn i transwestytów fetyszystycznych. Niekiedy niektóre z praktyk BDSM niekoniecznie wpisujących się w stereotypy są wewnątrz środowiska traktowane marginalnie lub czasem nawet wrogo i pogardliwie.
Dla części społeczności samo zadawanie tego pytania stanowi niedopuszczalne zrównanie przestępstw seksualnych z BDSM. Uważają oni, że BDSM jest społecznie akceptowalnym sposobem wyrażania tego, co w przeciwnym razie mogłoby przybrać formę faktycznej przemocy seksualnej. Dyskusja ta została w dużej mierze ukształtowana przez krytykę feministyczną. Pomimo zasady świadomej zgody (SSC – safe, sane, consensual) oraz istniejących regulacji prawnych, granica między przemocą akceptowalną a niedopuszczalną pozostaje niejednoznaczna.
Kolejnym tematem dyskusji jest używanie pojęcia niewolnictwa. Niektórzy członkowie społeczności BDSM uważają, że nawiązywanie do rzeczywistego, historycznego okrucieństwa niewolnictwa jest niewłaściwe – zwłaszcza w kontekście popularnej terminologii pan/niewolnik (Master/Slave). Osoby o innym niż biały kolorze skóry, które w scenie BDSM są wyraźnie niedoreprezentowane, często opisują swoją niechęć do tego terminu, a także odczuwane w związku z nim poczucie winy.

## Medycyna i psychologia

### Klasyfikacja medyczna
Odzwierciedlając zmiany w normach społecznych, współczesna medycyna odchodzi od traktowania aktywności BDSM jako zaburzeń medycznych, o ile nie są one niekonsensualne lub nie wiążą się z istotnym cierpieniem bądź szkodą.
W 1995 roku Dania jako pierwszy kraj Unii Europejskiej całkowicie usunęła sadomasochizm ze swojej klasyfikacji chorób. Następnie zrobiły to Szwecja w 2009 roku, Norwegia w 2010, Finlandia w 2011 oraz Islandia w 2015.

#### ICD
Światowa Organizacja Zdrowia w ostatnich latach dokonała zmian w Międzynarodowej Klasyfikacji Chorób w odniesieniu do BDSM.
W Europie organizacja ReviseF65 prowadziła kampanię na rzecz usunięcia sadomasochizmu z ICD.
18 czerwca 2018 roku WHO opublikowała ICD-11, w której sadomasochizm, fetyszyzm oraz transwestytyzm fetyszystyczny zostały usunięte z listy chorób psychiatrycznych. Ponadto dyskryminacja osób praktykujących BDSM i posiadających fetysze została uznana za sprzeczną z zasadami praw człowieka popieranymi przez ONZ i WHO.
Klasyfikacja zaburzeń seksualnych odzwierciedla współczesne normy seksualne i przeszła od modelu patologizacji lub kryminalizacji zachowań seksualnych niezwiązanych z prokreacją do modelu, który podkreśla dobrostan seksualny. Współcześnie patologią jest brak lub ograniczenie zgody w relacjach seksualnych, a nie same preferencje seksualne.

#### DSM
W przeszłości Diagnostic and Statistical Manual of Mental Disorders (DSM), podręcznik Amerykańskiego Towarzystwa Psychiatrycznego, definiował niektóre aktywności BDSM jako zaburzenia seksualne. Po kampaniach prowadzonych przez organizacje rzecznicze, w tym National Coalition for Sexual Freedom, obecna wersja DSM, czyli DSM-5, wyklucza konsensualne czynności BDSM z diagnozy, o ile nie powodują szkody ani cierpienia.

### Psychologia
Badania wskazują, że nie ma dowodów na to, że pociąg do BDSM wynika z doświadczenia przemocy w dzieciństwie. Niektóre raporty sugerują jednak, że osoby krzywdzone w dzieciństwie mogą częściej doświadczać urazów podczas praktyk BDSM oraz mieć trudności z rozpoznawaniem bezpiecznych słów jako sygnałów do przerwania wcześniej konsensualnego zachowania. W związku z tym możliwe jest, że osoby, które wybierają BDSM jako część swojego stylu życia, a jednocześnie były wcześniej ofiarami przemocy, mogą mieć więcej zgłoszeń na policję lub w szpitalach dotyczących obrażeń.
W badaniu obejmującym trzy ankiety internetowe wielu dorosłych osób transpłciowych zaznaczyło, że BDSM miało wpływ na ich indywidualne doświadczenie tożsamości płciowej.
Joseph Merlino, autor i doradca psychiatryczny dla New York Daily News, powiedział w wywiadzie, że relacja sadomasochistyczna, o ile jest konsensualna, nie stanowi problemu psychologicznego.
Niektórzy psychologowie zgadzają się, że doświadczenia z wczesnego rozwoju seksualnego mogą mieć głęboki wpływ na kształtowanie się seksualności w późniejszym życiu. Pragnienia sadomasochistyczne mogą jednak kształtować się w różnym wieku – niektórzy deklarują ich występowanie już przed dojrzewaniem, inni odkrywają je dopiero w dorosłości. Według badania Breslowa, Evansa i Langleya (1985) większość sadomasochistów płci męskiej (53%) rozwinęła swoje zainteresowania przed 15. rokiem życia, podczas gdy u większości kobiet (78%) miało to miejsce później.
Częstość występowania sadomasochizmu w ogólnej populacji pozostaje nieznana. Pomimo mniejszej widoczności sadystek w porównaniu do sadystów, niektóre badania wykazały porównywalną liczbę sadystycznych fantazji wśród kobiet i mężczyzn. Wyniki te sugerują, że płeć nie determinuje preferencji do zachowań sadystycznych.
Po fenomenologicznym badaniu dziewięciu osób zaangażowanych w regularne sesje seksualnego masochizmu, dla których ból stanowił kluczowy element doświadczenia, masochizm seksualny opisano jako tendencję przypominającą uzależnienie, z kilkoma cechami podobnymi do uzależnienia od narkotyków: głód, odurzenie, tolerancja i objawy odstawienia. Ponadto wykazano, że pierwsze doświadczenie masochistyczne jest często idealizowane, a kolejne próby mają na celu odzyskanie tej utraconej intensywnej sensacji, co przypomina opisy uzależnienia w literaturze specjalistycznej.

## Historia

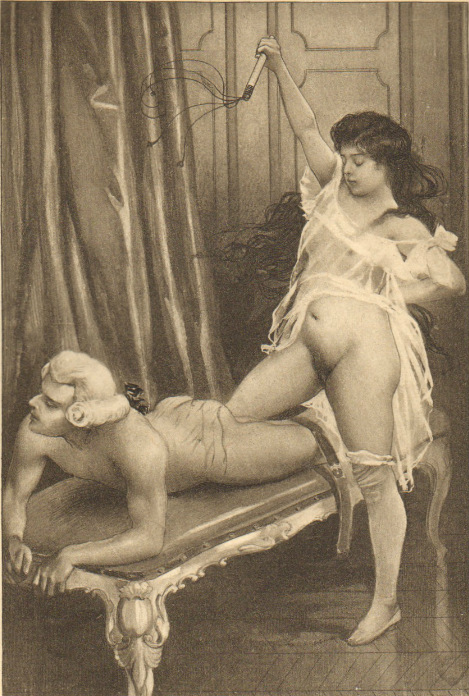
Biczowanie, ilustracja powieści Pamiętniki Fanny Hill (1794)

Początki praktyk BDSM są dość odległe. W IX w.p.n.e. stosowano rytualne biczowanie w Artemis Orthis – jednym z najważniejszych regionów starożytnej Sparty, gdzie praktykowano kult Orthii. Rytualne biczowanie nazywane diamastigosis było regularną praktyką. Jeden z najstarszych graficznych dowodów sadomasochistycznej aktywności został znaleziony w etruskim miejscu pochówku w Tarquinii. Wewnątrz Tomba della Fustigazione (jaskini biczowania) w drugiej połowie VI w. p.n.e. zostało sportretowanych dwóch mężczyzn biczujących trzciną kobietę, podczas gdy ona ręką stymuluje jednego z nich. Inne źródło powiązane z biczowaniem znaleziono w szóstym tomie Satyr rzymskiego poety Juwenalisa (przełom pierwszego i drugiego wieku naszej ery). Kolejną wzmiankę o BDSM można znaleźć w Satyriconie Petroniusza, gdzie przestępca jest chłostany w celu osiągnięcia podniecenia. Anegdoty związane z ludźmi, którzy dobrowolnie zgadzali się na wiązanie, biczowanie i chłostanie jako część gry miłosnej, sięgają trzeciego i czwartego wieku.

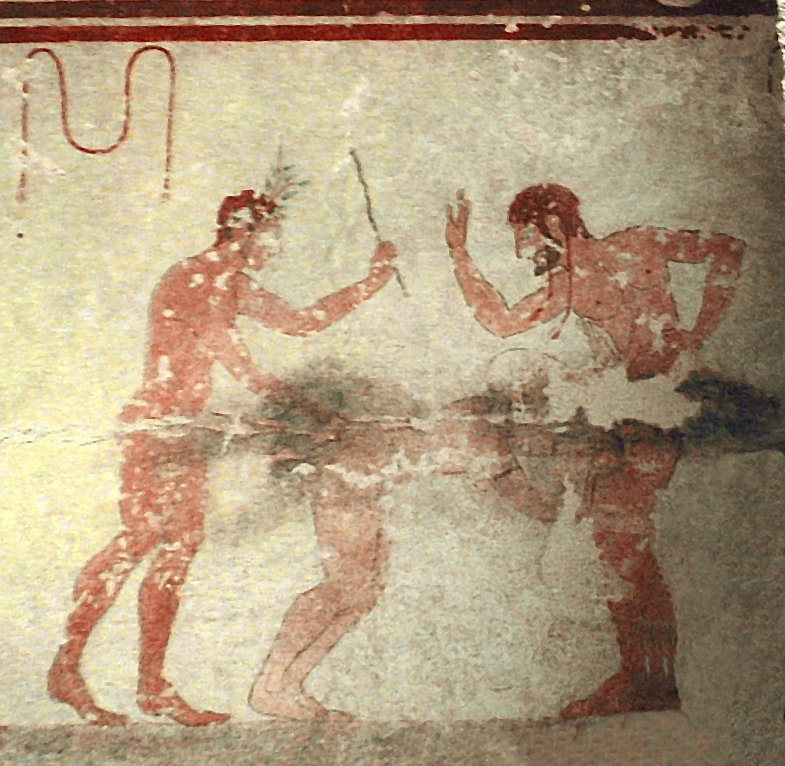
Tomba della Fustigazione (Grób biczowania), druga połowa VI w. p.n.e.

W Kamasutrze opisano cztery różne rodzaje uderzania podczas stosunku, dozwolone regiony ludzkiego ciała jako miejsca uderzania i różne typy radosnych „okrzyków bólu” praktykowanych przez uległe osoby. Historyczne teksty, związane ze zmysłowością, wyraźnie zaznaczają, że wpływ gry, kąsania i szczypania w czynnościach związanych z zachowaniami seksualnymi powinny być dopuszczone za zgodą wszystkich stron, ponieważ niektóre kobiety nie uważają takich zachowań za miłe. Z perspektywy czasu Kamasutrę można rozpatrywać jako jedno z pierwszych źródeł pisanych dotyczących sadomasochizmu i reguł bezpieczeństwa. Kolejne teksty powiązane z sadomasochizmem pojawiały się na całym świecie w ciągu następnych stuleci w sposób regularny.
Z XIV w. pochodzą anegdoty dotyczące ludzi, którzy ochoczo dawali się wiązać i biczować podczas seksu lub gry wstępnej. Średniowieczne zjawisko dworskiej miłości z całą jej bałwochwalczą miłością i dwuznacznością jest uważane przez niektórych autorów za początek BDSM. Niektóre źródła twierdzą, że BDSM jako odrębna forma zachowania seksualnego powstał na początku XVIII w., kiedy cywilizacja Zachodu zaczęła klasyfikować je medycznie i prawnie. Istnieją raporty już z 1769 dotyczące domów publicznych specjalizujących się w biczowaniu, a John Cleland w powieści Pamiętniki Fanny Hill (1794) przedstawił scenę biczowania. Inne źródła poszerzają tę definicję, podając, że zachowania podobne do BDSM pojawiły się wcześniej i w innych kulturach, tak jak średniowieczne biczowanie i fizyczne rytuały u rdzennych Amerykanów.
Określenia sadyzm i masochizm wywodzą się od markiza de Sade'a i Leopolda von Sachera-Masocha, mimo że postępowanie de Sade’a nie miało charakteru sesji BDSM w nowoczesnym tego słowa znaczeniu. Motywy i idee BDSM istniały na obrzeżach kultury zachodniej przez cały XX wiek. Robert Bienvenu początki współczesnego BDSM przypisał trzem źródłom, które nazwał „European Fetish”, „American Fetish” i „Gay Leather”. Innymi źródłami są gry erotyczne rozgrywane w domach publicznych, które wróciły w XIX w. lub wcześniej. Irving Klaw w latach 50 i 60 XX w. wyprodukował pierwsze komercyjne filmy i zdjęcie o tematyce BDSM (głównie z Bettie Page) i opublikował komiks, stworzony przez dwóch artystów: Johna Willie i Erica Stantona.
W tym samym czasie modelka Stantona – Bettie Page – stała się pierwszą modelką związaną z fotografią fetyszu, która odniosła sukces, a także jedną z najsłynniejszych pin-up girls głównonurtowej, amerykańskiej kultury. Włoski twórca i kreślarz Guido Crepax był pod głębokim wpływem Stantona i wykreował w drugiej połowie XX w. styl oraz kierunek postępu europejskiego komiksu dla dorosłych.

### Nazewnictwo

Budowa skrótu BDSM

Według słownika OED skrótowiec literowy BDSM po raz pierwszy zarejestrowano w 1991 roku we wpisie na forum w systemie Usenet; według popularnej teorii termin ten utarł się, kiedy powstawały pierwsze internetowe grupy dyskusyjne o tej tematyce. Wcześniej prawdopodobnie nie był używany, o czym świadczy brak jego obecności w glosariuszu The Language of Sadomasochism wydanym w 1989 roku, który zbierał żargon środowiska sadomasochistycznego.
Zarówno w społeczności BDSM jak i w literaturze BDSM bywa nazywany kinkiem, a osoby odnajdujące seksualną satysfakcję w kinkowych działaniach nazywa się kinksterami.
W Polsce funkcjonuje także pojęcie klimat. Występuje ono w dużych miastach głównie wśród zamożnych osób hetero- i panseksualnych, używających go zamiennie ze skrótowcem BDSM. Wiąże się ono ze sceną klubową i niekoniecznie jest znane poza nią. Pojęcie to jest szersze niż BDSM, ponieważ poza zbiorem czynności opisanymi tym skrótowcem obejmuje także specyficzny styl bycia i estetykę; impreza "w klimacie" niekoniecznie musi wiązać się z praktykami erotycznymi. Innym terminem leżącym blisko znaczeniowo jest scena.

## Prawo
Kwestia prawna w przypadku praktyk BDSM różni się w zależności od państwa. Niektóre kraje wprost penalizują lub legalizują pewne czynności i ewentualny uszczerbek na zdrowiu (np. Brytyjski Kodeks Karny wprost zabrania podejmowania brutalnych zachowań seksualnych, podczas gdy kodeksy karne Niemiec, Szwajcarii i Austrii zezwalają na praktyki BDSM na określonych warunkach). Artykuł 3 Europejskiej konwencji praw człowieka, stanowi Nikt nie może być poddany torturom ani okrutnemu, nieludzkiemu lub poniżającemu traktowaniu i karaniu oraz Artykuł 4, punkt 1, który stanowi, że Nikt nie może być trzymany w niewoli lub w poddaństwie, co może być podstawą do penalizacji zachowań zawartych w kontraktach BDSM.
W związku ze skargą brytyjskich kinksterów do Europejskiego Trybunału Praw Człowieka skazanych za nieobyczajność (stosunki sadomasochistyczne) w 1997 roku Trybunał orzekł, że w każdym kraju obowiązują osobne regulacje determinujące granice ingerencji państwa w życie prywatne obywateli, mimo że artykuł 8 Europejskiej Konwencji Praw Człowieka zakłada poszanowanie prywatności.

### Polska
Artykuł 156 polskiego Kodeksu Karnego traktuje o pozbawianiu drugiej osoby zdolności płodzenia, wywołaniu trwałego uszczerbku na zdrowiu psychicznym lub istotnego zeszpecenia ciała. Ponadto jest w nim mowa o wycięciu, infibulacji bądź innym trwałym okaleczeniu żeńskich narządów rozrodczych. Czyny te podlegają karze pozbawienia wolności od 3 do 20 lat.
Artykuł 156a mówi o nakłanianiu innej osoby do spowodowania u niej uszczerbku na zdrowiu, czyn ten podlega karze pozbawienia wolności do lat 3.
Według artykułu 157, osoba naruszająca czynności narządów ciała podlega karze pozbawienia wolności od 3 miesięcy do 5 lat, chyba że działa nieumyślnie – wówczas podlega grzywnie lub karze pozbawienia wolności do jednego roku. Jeżeli naruszenie czynności narządu ciała lub rozstrój zdrowia nie trwał dłużej niż 7 dni, ściganie przestępstwa odbywa się z oskarżenia prywatnego, chyba że pokrzywdzonym jest osoba najbliższa zamieszkująca wspólnie ze sprawcą.
Postanowienie Sądu Najwyższego z dnia 7 stycznia 2008 r. w sprawie o sygn. akt V KK 158/07 stawia jednak tezę, według której zgoda pokrzywdzonego może stanowić kontratyp pozaustawowy.

### Kanada
W 2004 roku kanadyjski sędzia orzekł, że przejęte przez policję nagrania przedstawiające BDSM nie są obsceniczne i nie stanowią przemocy, lecz „normalną i akceptowalną” aktywność seksualną pomiędzy dorosłymi osobami za obopólną zgodą. W związku ze sprawą R. v. J.A. w 2011 roku Sąd Najwyższy Kanady orzekł, że osoba musi być świadoma podczas danej aktywności seksualnej, aby mogła legalnie wyrazić zgodę. W związku z tym uznano za przestępstwo podejmowanie czynności seksualnych wobec osoby nieprzytomnej, nawet jeśli wcześniej wyraziła ona na to zgodę.

### Francja
We Francji praktyki BDSM, nawet jeśli są wykonywane za obopólną zgodą, mogą prowadzić do postępowania karnego, jeśli skutkują poważnym uszczerbkiem na zdrowiu. Oznacza to, że w przypadku ciężkich obrażeń ciała wyrażona zgoda nie stanowi wystarczającej obrony przed odpowiedzialnością prawną.

### Austria
Paragraf 90 kodeksu karnego stanowi, że obrażenia ciała (§ 83, § 84) lub zagrożenia fizycznego bezpieczeństwa (§ 89) nie podlegają karze w przypadku, gdy „ofiara” wyraziła zgodę na uszkodzenie ciała i czyn nie obraża wrażliwości moralnej. Austriacki Sąd Najwyższy konsekwentnie pokazuje, że uszkodzenie ciała jest obraźliwe dla wrażliwości moralnej (a tym samym karalne), gdy powoduje „poważne szkody” (oznacza uszczerbek na zdrowiu lub niemożność podjęcia pracy po okresie dłuższym niż 24 dni od sesji) lub „śmierć osoby uległej”. Samo doprowadzenie do śmierci na skutek BDSM jest karane.

### Wielka Brytania
Brytyjskie prawo nie dopuszcza możliwości wyrażenia zgody na uszkodzenie ciała. Takie akty są nielegalne, nawet gdy odbywają się między dorosłymi. Prawo to jest egzekwowane. W 1999 roku Wielka Brytania została pozwana do Europejskiego Trybunału Praw Człowieka przez Laskey, Jaggard i Browna o naruszenie artykułu 8 konwencji praw człowieka. Trybunał uznał, że państwo ma prawo ingerować w życie obywateli, jeśli jego przepisy tak stanowią.

### Niemcy
W Niemczech praktyki BDSM są dozwolone, jeżeli odbywają się za obopólną zgodą partnerów. W każdym innym wypadku jedna ze stron może wystąpić na drodze sądowej przeciwko drugiej z § 177, 179, 185, 223, 224, 239, 240 niemieckiego kodeksu karnego. Zgodnie z § 228 niemieckiego kodeksu karnego osoba, która spowodowała uszkodzenie narządu ciała innej osoby za jej zgodą, narusza jedynie dobre obyczaje. 26 maja 2004 Federalny Trybunał Konstytucyjny orzekł, że obrażenia fizyczne powstające na skutek praktyk sadomasochistycznych nie są nieprzyzwoite i podlegają karze z § 228.

### Szwajcaria
W Szwajcarii dozwolone jest współżycie z osobą, która ma 16 lat. Przepis ten dotyczy także praktyk BDSM, z wyjątkiem wypadków, gdy trzeba wyrazić zgodę na lekkie urazy. Praktyki w których konieczna jest taka zgoda, są dozwolone jedynie dla osób, które ukończyły 18 rok życia. Osoby praktykujące BDSM i mające między 16 a 18 lat nie podlegają karze, jeśli różnica wieku między nimi wynosi mniej niż trzy lata. 1 kwietnia 2002 artykuły 135 i 197 szwajcarskiego kodeksu karnego zostały zaostrzone, a nowelizacja przepisów zabrania publicznego manifestowania brutalnych treści.

### Włochy
We Włoszech interpretacja, czy zachowanie BDSM stanowiło złamanie obowiązującego prawa, zależy od interpretacji sędziego. Prawo włoskie wychodzi z założenia, że każde, nawet dobrowolne, uszkodzenie ciała podlega karze. Konsekwencje prawne dla uprawiania BDSM we Włoszech należy podzielić na dwa rodzaje. Pierwszy z nich to „wszelkie anatomiczne lub funkcjonalne zmiany w organizmie”. Takie założenie pozwala ścigać za najmniejsze nawet siniaki i zadrapania. Drugi rodzaj konsekwencji odnosi się do znaczącego pogorszenia stanu zdrowia, który wymagałby terapii lub interwencji lekarskiej.

## Kultura, sztuka i media

### Literatura
Sadomasochizm to motyw literacki, który zainspirował kilka klasycznych dzieł, takich jak Historia O autorstwa Anne Desclos (pod pseudonimem Pauline Réage), Wenus w futrze Leopolda von Sacher-Masocha oraz komiksy stworzone przez Erica Stantona. Literacką ciekawostką związaną z sadomasochizmem jest list Marthy do Leopolda Blooma w Ulissesie Jamesa Joyce’a.
Powieść Naomi (1925) Jun’ichirō Tanizakiego, pierwotnie zatytułowana Chijin no Ai (Miłość głupca), to tragikomedia, która satyrycznie przedstawia zjawisko „nowoczesnej dziewczyny” w Japonii lat 20. XX wieku. Tematycznie nawiązuje do Pigmaliona (1913), W niewoli uczuć (1915) oraz Lolity (1955), którą poprzedziła o 30 lat.
Powieść Dziewięć i pół tygodnia, opublikowana w 1978 roku przez Ingeborg Day (pod pseudonimem Elizabeth McNeill), stała się podstawą hollywoodzkiego filmu 9½ tygodnia. The River Ophelia (1995) autorstwa Justine Ettler przedstawia surrealistyczny obraz pustego, czasem brutalnego życia seksualnego studentów i yuppies.
Anne Rice opublikowała pod pseudonimem A. N. Roquelaure trzy części swojej Trylogii Śpiącej Królewny (The Claiming of Sleeping Beauty, 1983, Beauty's Punishment, 1984, Beauty's Release, 1985), w których występują wyraźne motywy BDSM.
Dziewięciotomowa seria książkowa wydana w lipcu 2006 roku pod tytułem Bild-Erotik-Bibliothek przez Bild-Zeitung, czołowy niemiecki tabloid i najlepiej sprzedającą się gazetę w Europie, we współpracy z Random House, stanowi wyraźny dowód na komercyjny potencjał tego tematu. Spośród dziewięciu tomów trzy miały wyraźny nacisk na sadomasochizm, zwłaszcza BDSM. Oprócz Exit to Eden, również napisanej przez Anne Rice pod pseudonimem Anne Rampling, w serii znalazły się także klasyczna Historia O oraz pełna niecenzuralnych scen powieść Topping from Below autorstwa Laury Reese.
Trylogia Pięćdziesiąt twarzy Greya to popularna seria powieści erotycznych autorstwa E. L. James, w której pojawiają się elementy BDSM. Seria spotkała się ze skrajnie różnym odbiorem w społeczności; chociaż chwalono ją za wprowadzenie BDSM do głównego nurtu, była też ostro krytykowana za nieścisłe przedstawienie subkultury. W odpowiedzi na to literatura BDSM publikowana po tej trylogii częściej kładła nacisk na zgodę i autonomię, czego przykładem jest powieść For the Love of April French Penny Aimes.

### Teatr i kabaret
Spektakl Ukochany kraj, umiłowany kraj w reżyserii Marka Zadłużnego, który miał premierę 25 czerwca 2021 roku, czerpał z estetyki BDSM (aktorzy mieli na sobie m.in. kagańce i harnessy).
Chociaż istnieją inscenizacje, w których praktyki sadomasochistyczne są wykorzystywane jako środek stylistyczny w klasycznym teatrze, to tylko nieliczne sztuki teatralne zajmują się samym BDSM. Przykładem jest np. austriacka sztuka Worauf sich Körper kaprizieren, napisana i wyreżyserowana przez Petera Kerna jako adaptacja filmu Un chant d’amour Jeana Geneta.
Axel Tüting to niemiecki kabareciarz i pantomim, który występuje z erotycznym kabaretem w klimacie S&M.

### Film i telewizja
W 2015 roku powstał piętnastominutowy animowany film dokumentalny Klimat i wanilia opowiadający o polskich realiach osób ze środowiska BDSM. Reżyserka Bogna Kowalczyk ukryła prawdziwe wywiady z osobami ze środowiska BDSM pod animacją swojego autorstwa po to, aby zapewnić im anonimowość.
Choć motywy BDSM początkowo pojawiały się w subtelnej formie, w latach sześćdziesiątych XX wieku zaczęto ekranizować słynne dzieła literackie, takie jak Historia O i Wenus w futrze, w bardziej dosłowny sposób. Wraz z premierą filmu 9½ tygodnia temat BDSM trafił do kina głównego nurtu. Od lat 90. reprezentacja alternatywnych zachowań seksualnych, w tym BDSM, wzrosła znacząco, czego przykładem są filmy dokumentalne takie jak Graphic Sexual Horror (2009, oparty na stronie internetowej Insex) oraz Kink(2013, oparty na stronie Kink.com), a także popularne produkcje, m.in. Pięćdziesiąt twarzy Greya i jego dwie kontynuacje: Ciemniejsza strona Greya oraz Nowe oblicze Greya.
Filmy i książki z serii Pięćdziesiąt twarzy Greya są jednak krytykowane za błędne przedstawienie BDSM i są często odbierane jako promujące raczej przemoc niż świadome, konsensualne praktyki BDSM. Krytycy uważają, że wiele z tego, co dzieje się w głównym związku w Pięćdziesięciu twarzach Greya, to przemoc domowa – zarówno fizyczna, jak i psychiczna.

### Gry
Gra Wiedźmin 3 nawiązuje do BDSM, między innymi żartując z praktyk bondage w odniesieniu do skuwania kajdankami oraz podczas misji Serce nie sługa, kiedy Triss Merigold i Yennefer przykuły Geralta do łóżka.

### Marketing
Od początku lat 90. motywy BDSM były wielokrotnie wykorzystywane w dużych kampaniach marketingowych.
Znane przykłady z obszaru niemieckojęzycznego to plakaty marek papierosów Camel i West – przedstawiające odpowiednio wielbłąda ubranego w skórzaną odzież oraz dominę z biczem. West musiał wycofać tę reklamę ze względu na naruszenie dobrych obyczajów.
W marcu 2007 roku sieć odzieżowa H&M reklamowała kolekcję mody stworzoną przez Madonnę w niemieckiej telewizji za pomocą spotu, w którym artystka – wielokrotnie krytykowana za wykorzystywanie sadomasochistycznych motywów – wystąpiła jako dominująca ikona stylu życia. W reklamie Madonna, strzelając z bicza, przekazuje źle ubranemu uczniowi „mądrości modowe” w stylu „Don’t think it – you need to know it”, po czym kompletnie zmienia jego styl.
W Kanadzie w 2005 roku marka Mini zaprezentowała zimowe wyposażenie Mini Coopera w formie interaktywnej „sesji BDSM”, w której użytkownik mógł testować różne narzędzia na pojeździe, przy jednoczesnym objaśnianiu dostępnych opcji wyposażenia.
W USA firma Anheuser-Busch sponsorowała Folsom Street Fair, a marka odzieżowa Diesel wielokrotnie zamieszczała w magazynach modowych reklamy z motywami sadomasochistycznymi, ujętymi w sposób humorystyczny.

### Publikacje polskojęzyczne
- Jan Szpilka. Od masochizmu do klimatu. Cztery określenia pewnej formy ekspresji seksualnej. „InterAlia”. 14/2019, s. 103-120, 2019. [dostęp 2025-01-31]. (pol.).
- Jan Szpilka: Klimatyczne Trobriandy. Antropologia praktyk BDSM. Warszawa: lipiec 2017. [dostęp 2025-02-10]. (pol.).
- Patrycja Ciurkowska: Funkcjonowanie polskiej społeczności BDSM: Aksjologiczne i praktyczne uwikłania seksualnych relacji opartych na dominacji i uległości. Gdańsk: UG, Szkoła Doktorska Nauk Humanistycznych i Społecznych, 2024. [dostęp 2025-02-06]. (pol.).

### Publikacje anglojęzyczne
- Paul J. Fedoroff. Sadism, Sadomasochism, Sex, and Violence. „The Canadian Journal of Psychiatry”. 53 (10), s. 637-646, październik 2008. Sage Journals. DOI: 10.1177/070674370805301003. ISSN 2158-2440. [dostęp 2025-02-06]. (ang.).
- Adam Geczy, Vicki Karaminas: Queer Style. Bloomsbury Academic, 2013. ISBN 978-1-84788-736-8. (ang.).
- Alison M. Moore: Sexual Myths of Modernity: Sadism, Masochism, and Historical Teleology. Lexington Books, 2015. ISBN 978-0-7391-3077-3. (ang.).
- Emily Prior. Women's perspectives of BDSM power exchange. „Electronic Journal of Human Sexuality”. 16, 2013-01. ISSN 1545-5556. [dostęp 2025-02-10]. (ang.).
- Kriss Ravetto: Unmaking of Fascist Aesthetics. Minneapolis: University of Minnesota Press, 2001. ISBN 0-8166-3743-1. (ang.).
- Bill Henkin, Sybil Holiday: Consensual Sadomasochism: How to Talk About It and How to Do It Safely. Daedalus Publishing Company, 1996. ISBN 1-881943-12-7. (ang.).
- David M. Ortmann, Richard A. Sprott: Sexual Outsiders: Understanding BDSM Sexualities and Communities. Rowman & Littlefield Publishers, 2012. ISBN 978-1-4422-1735-5. (ang.).
- Jill Weinberg: Consensual Violence. Kalifornia: University of California Press, 2016. ISBN 978-0-520-29066-2. (ang.).
- Tamara O’Doherty, Kathleen Cherrington. Commodifed BDSM Services: Professional Dominatrices’ Views on Their Work and Its Criminalization. „Archives of Sexual Behavior”. 52, s. 1285-1298, grudzień 2022. Springer Science+Business Media(inne języki). DOI: 10.1007/s10508-022-02490-6. [dostęp 2025-02-04]. (ang.).
- Elliott Leland, Cynthia Johnson: Sex on Campus: The Naked Truth about the Real Sex Lives of College Students. Random House, 1997. ISBN 0-679-74630-7. (ang.).
- Philip Miller, Molly Devon: Screw the Roses, Send Me the Thorns: The Romance and Sexual Sorcery of Sadomasochism. Mystic Rose Books, 1995. ISBN 0-9645960-0-8. (ang.).
- Gerhard Falk, Thomas S. Weinberg: Sadomasochism and popular Western culture. Prometheus Books(inne języki), 1983. (ang.).
- Laura Frost: Sex Drives: Fantasies of Fascism in Literary Modernism. Cornell University Press, 2002. ISBN 0-8014-3894-2. (ang.).
- Tom Pollard: Sadomasochism, Popular Culture and Revolt, A Pornography of Violence. Routledge, 2019. ISBN 978-0-367-21759-4. (ang.).
- Ariane Cruz: The Color of Kink: Black Women, BDSM, and Pornography. Nowy Jork: New York University Press, 2016. ISBN 978-1-4798-2746-6. (ang.).
- R. Chamberlain: Sex and Society. Marshall Cavendish Co., 2010. ISBN 978-0-7614-7905-5. (ang.).
- Neoslave Narratives and Sadomasochism. W: Biman Basu: The Commerce of Peoples: Sadomasochism and African American Literature. Lexington, 2012. ISBN 978-0-7391-6743-4. (ang.).
- Jay Wiseman: SM 101: A Realistic Introduction. Kalifornia: Greenery Press(inne języki), 1998. ISBN 978-0-9639763-8-3. (ang.).
- Bert Cutler, Ellen M. Lee, Nadine Cutler, Brad J. Sagarin. Partner Selection, Power Dynamics, and Mutual Care Giving in Long-Term Self-Defined BDSM Couples. „Journal of Positive Sexuality”. 6 (2), s. 86-114, 2020-12. [dostęp 2025-02-10]. [zarchiwizowane z adresu]. (ang.).
- Juliet Richters, Richard O. de Visser, Chris E. Rissel, Andrew Grulich i inni. Demographic and Psychosocial Features of Participants in Bondage and Discipline, "Sadomasochism" or Dominance and Submission (BDSM): Data from a National Survey. „The Journal of Sexual Medicine(inne języki)”. 5 (7), s. 1660–1668, lipiec 2008. DOI: 10.1111/j.1743-6109.2008.00795.x. ISSN 1743-6109. PMID: 18331257. [dostęp 2025-02-06]. [zarchiwizowane z adresu].

### Publikacje w innych językach
- Arne Hoffmann: Das Lexikon des Sadomasochismus. Der Inside-Führer zur dunklen Erotik: Praktiken und Instrumente, Personen und Institutionen, Literatur und Film, Politik und Philosophie. Schwarzkopf & Schwarzkopf, 2000. ISBN 978-3-89602-290-5. (niem.).
- Elisabeth Wagner: Grenzbewusster Sadomasochismus: SM-Sexualität zwischen Normbruch und Normbestätigung. transcript Verlag, 2014. ISBN 978-3-8376-2870-8. (niem.).